# Bosc Comunal dels Angles
El Bosc Comunal dels Angles (en francès, oficialment, Forêt Communale des Angles) és un bosc del terme comunal dels Angles, de la comarca del Capcir, a la Catalunya del Nord.
Aquest extens bosc, de 18,56 km² d'extensió, està situat tot a l'entorn del poble dels Angles, en les zones per sota dels 2.000 metres d'altitud, des del sud-est del nucli de població, a la vora del Llac de Matamala, fins al nord-est, altre cop a la vora del llac, passant per tot l'arc de ponent del poble, llevat dels espais ocupats per les pistes d'esquí, i del nord. Inclou diversos boscs del terme, com el de Vallsera.
El bosc està sotmès a una explotació gestionada per la comuna dels Angles, atès que la propietat del bosc és de la comuna. Té el codi identificador de l'ONF F16210L.